# پی گاوران
پی گاوران یک ستاره است که در صورت فلکی گاوران قرار دارد.